# Grootsporige zeggemollisia
De grootsporige zeggemollisia (Mollisia pilosa) is een schimmel uit de familie Mollisiaceae. Hij komt voor in rietlanden en oevervegetatie. Hij leeft op stengels van zegge (Carex).

## Verspreiding
In Nederland komt de grootsporige zeggemollisia zeer zeldzaam voor.